# Maria Sofia av Neuburg
Maria Sofia av Neuburg, född 1666, död 1699, var en tysk kunglighet som var gift med kung Peter II av Portugal och som genom giftermålet var portugisisk drottning 1687–1699.

## Biografi
Maria Sofia var dotter till kurfursten Filip Vilhelm av Pfalz och Elisabet Amalia av Hessen-Darmstadt. Hon var syster till Spaniens drottning (Maria Anna av Neuburg), hertiginnan av Parma (Dorothea Sofia av Neuburg) och den tysk-romerska kejsarinnan (Eleonora av Pfalz-Neuburg).
Äktenskapet arrangerades för att förse Peter II med fler arvingar, eftersom hans enda barn, Isabella, var sjuklig. Maria Sofias familj var vida omtalad för att vara fertil, vilket var anledning till att hennes systrar valdes ut till statusfyllda äktenskap, och Maria Sofia föreslogs av sin syster kejsarinnan för Portugals ambassadör.
Äktenskapskontraktet undertecknades den 22 maj 1687, vigsel genom ombud ägde rum den 2 juli 1687 i Heidelbergs kapell, varefter hon färdades till Portugal via Rhen, Nederländerna och en engelsk flotta sänd av hennes makes svåger kung Jakob II av England. Hon anlände till Lissabon den 12 augusti 1687, varefter en andra vigsel följdes av flera dagars festligheter.
Maria Sofia beskrivs som mild och from, och Peter II ska ha behandlat henne med tillgivenhet och respekt. Hon kom väl överens med sin styvdotter, som var jämnårig med henne. Däremot kom hon inte överens med sin svägerska Katarina av Braganca, Englands änkedrottning, som återvände till Portugal 1692, och med vilken hon hade en konflikt om rangfrågor. 
Maria Sofia fick ett gott rykte på grund av sin fromhet och gjorde sig populär på grund av sin välgörenhet. Hon stödde änkor och föräldralösa barn ur egen ficka och gav fattiga patienter vård i kungaslottet. Hon blev vän med Bartolomeu do Quental (av påven 1744 utsedd till "Servant of God") och finansierade ett seminarium i Beja för franciskanerorden.
Maria Sofia av Neuburg avled 1699 i feber.

## Galleri

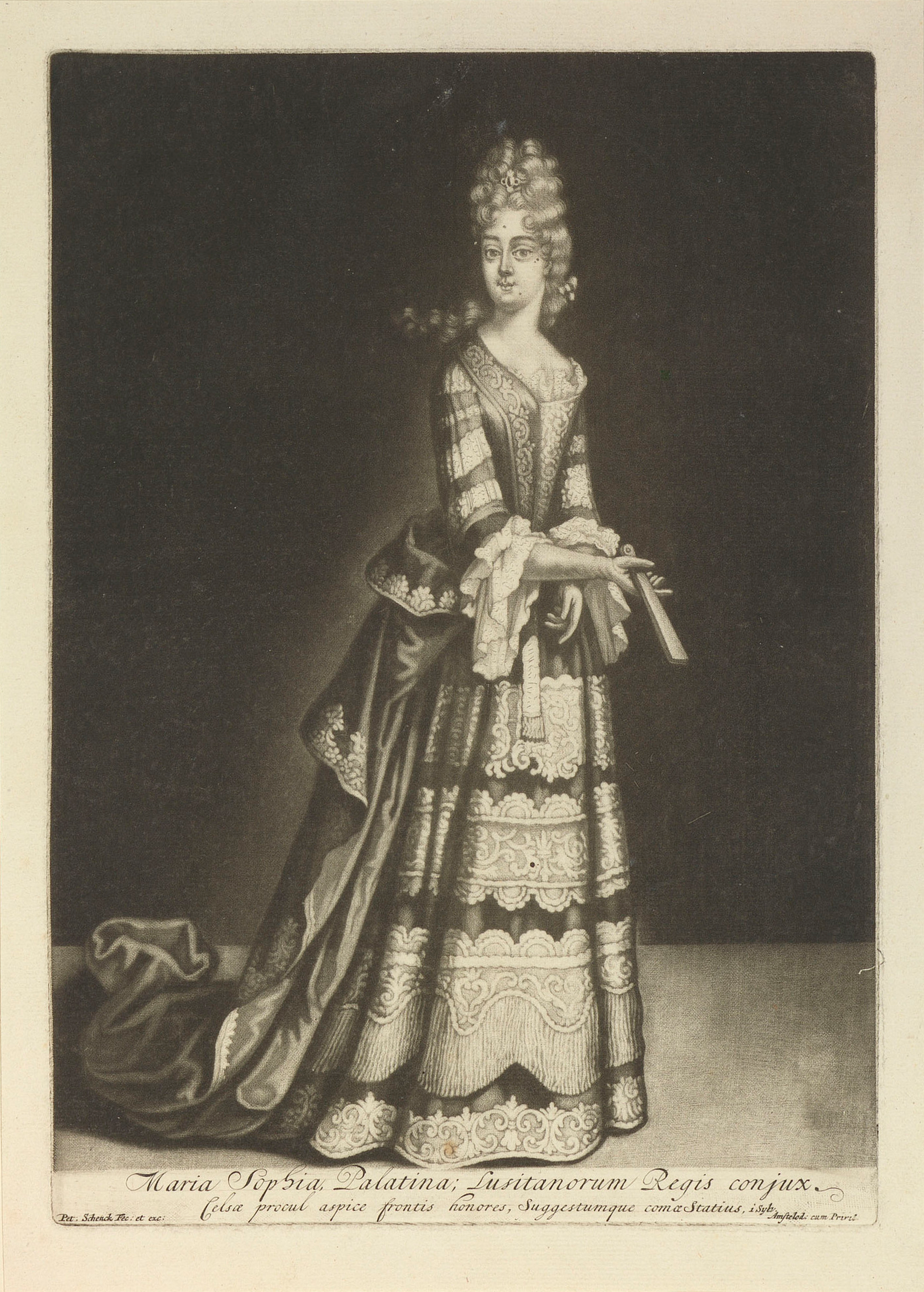
Maria Sophia Palatina; Lusitanorum Regis conjux - Peter Schenck (1660-1711)